# Deux-Évailles (rivière)
 (novembre 2017).
Si vous disposez d'ouvrages ou d'articles de référence ou si vous connaissez des sites web de qualité traitant du thème abordé ici, merci de compléter l'article en donnant les références utiles à sa vérifiabilité et en les liant à la section « Notes et références ».
Pour les articles homonymes, voir Deux-Évailles.
La Deux-Évailles est une rivière française qui coule dans le département de la Mayenne. C'est un affluent de la Jouanne.

## Géographie
De 22,9 km de longueur, la Deux-Évailles se répartit entre deux rives dans la commune de Montsûrs. Elle possède deux branches, deux eaux, l'Hermet et le Pont-Besnard, se joignent à sa limite Nord et passe à l'ouest du bourg de Deux-Évailles.
Dans son cours inférieur, la Deux-Évailles, qui arrose  Brée et se jette dans la Jouanne à Montsûrs.
Elle possède une pente totale de 25,07 m de longueur. Elle actionnait six moulins à grains, dont deux, la Forge, en Brée, et le Breil, en Saint-Ouen, ne fonctionnent plus. Le fond de la vallée est à 90 mètres et les deux versants se relèvent graduellement à 126 et 130 m.